# Saint-Germain-Village
 Saint-Germain-Village  là một xã của tỉnh Eure, thuộc vùng Normandie, miền bắc nước Pháp.